# MK 31
Motionsklubben af 1931 (MK 31) var en idrætsforening i København, som eksisterede fra 1931 til 1984.
Klubben blev stiftet på Islands Brygge i november 1931, og de mange første år havde klubben gymnastik og håndbold på programmet. Fra slutningen af 1960'erne blev programmet udvidet med bl.a. svømning, bordtennis, judo, bueskydning, udspring, trampolin og indendørs fodbold.
Det mandlige håndboldhold, der havde hjemmebane i Sundbyhallen, spillede i en periode i 1. division, hvor holdet i sæsonen 1967-68 opnåede bronzemedaljer. Og syv MK 31-spillere opnåede A-landskampe, mens de spillede for klubben:
- Max Nielsen (76 kampe i 1960-70)
- Jan Holte (2 kampe i 1961)
- Lars Avngaard (13 kampe i 1975-77)
- Morten Stig Christensen (22 kampe i 1981-82)
- Bo Kjær Hansen (8 kampe i 1981-82)
- Martin Dagnæs-Hansen (5 kampe i 1981).
- Michael Kisbye Strøm (22 kampe i 1981-1982)

I 1984 blev klubben opløst, og hver sportsgren dannede i stedet hver sin separate forening. Navnet MK 31 findes fortsat i følgende foreningers navne:
- Svømmeklubben MK 31
- MK 31 Trampolin